# محمد الأمين حوبت
محمد الأمين حَوْبَّتْ (مواليد 6 يناير 2002) لاعب كرة قدم موريتاني يلعب منذ صيف 2023 في مركز خط الوسط لصالح نادي الشمال المنافس ضمن أندية الدوري الموريتاني الممتاز، استدعي عام 2023 لمنتخب موريتانيا للمحليين، بينما استدعي لأول مرة للمنتخب الأول مارس 2025.

## وصلات خارجية
محمد الأمين حوبت  على سكروي